# Henry Moore Teller

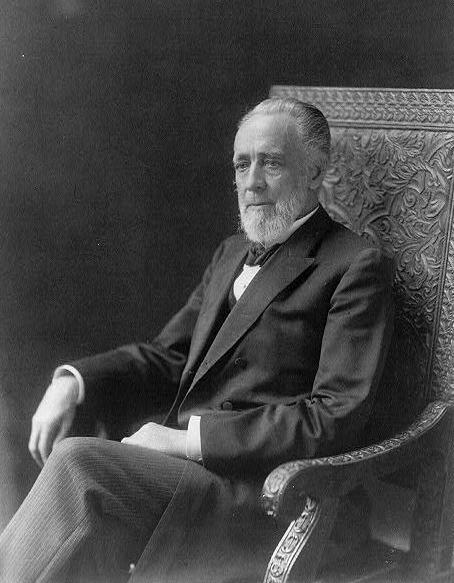
Henry Moore Teller

Henry Moore Teller (* 23. Mai 1830 in Granger, Allegany County, New York; † 23. Februar 1914 in Denver, Colorado) war ein US-amerikanischer Politiker.

## Leben
Nach dem Besuch der Rushford Academy sowie der Alfred Academy war Teller ausgebildeter Lehrer und arbeitete zunächst in New York City. Parallel dazu studierte er Rechtswissenschaft und wurde 1858 in Binghamton in die Anwaltskammer aufgenommen. Nachdem er kurzzeitig, im Jahr 1858, in Illinois gelebt hatte, zog er im Jahr 1861 nach Colorado.
Hier war Teller von 1862 bis 1864 Generalmajor der Miliz, engagierte sich zuerst im Straßenbau und investierte in Immobilien. Nachdem Colorado Mitglied der Vereinigten Staaten geworden war, kandidierte Teller 1876 mit Erfolg als Parteimitglied der Republikaner für einen Sitz im Senat der Vereinigten Staaten. Er zog am 15. November 1876 ins Parlament ein, wo er seinen Sitz bis zum 17. April 1882 innehatte. 1882 ernannte US-Präsident Chester A. Arthur Teller zum Innenminister der Vereinigten Staaten; Teller blieb es bis 1885.

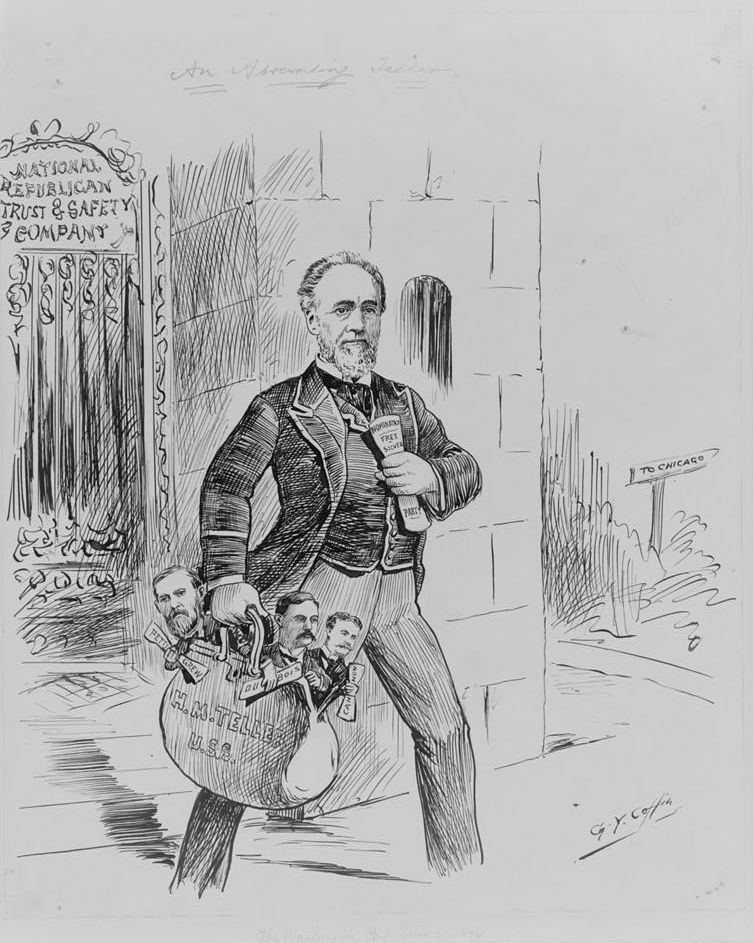
Teller verlässt 1896 den Parteitag der Republikaner (Karikatur „An absconding Teller“ von George Yost Coffin)

Im selben Jahr kandidierte Teller erneut für einen Senatssitz und konnte wiederum am 4. März 1885 als Senator für Colorado in den Kongress nach Washington, D.C. einziehen. 1896 kam es wegen innerparteilichen Differenzen auf dem Parteitag der Republikaner in St. Louis zum Bruch Tellers mit seiner Partei, so dass er 1897 als Mitglied der Silver Republican Party ebenfalls erfolgreich für einen Senatssitz kandidierte. Den größten Wechsel vollzog Teller im Jahr 1903, als er mit einem Ticket der Demokratischen Partei in den Senat einzog. Teller, der in Colorado eine breite Anhängerschaft hatte, trug durch sein Verhalten maßgeblich zum Erstarken der Demokraten in Colorado bei. Insgesamt saß Teller 24 Jahre im Senat, aus dem er am 3. März 1909 auszog.